# Julius Axelrod
Julius Axelrod (New York, 30 maggio 1912 – Rockville, 29 dicembre 2004) è stato un biochimico statunitense, vincitore del Premio Nobel per la medicina nel 1970 assieme a Bernard Katz e Ulf von Euler. Il premio fu conseguito per le sue ricerche sul rilascio e il "reuptake" delle catecolammine, una classe di composti chimici che fungono da neurotrasmettitori a livello cerebrale, tra cui l'epinefrina, la norepinefrina e, la dopamina (quest'ultima scoperta successivamente). Importanti furono anche i suoi contributi alla comprensione dei meccanismi attraverso i quali avviene la regolazione dell'attività della ghiandola pineale durante il ciclo sonno-veglia.

## Biografia
Nacque a New York da una famiglia di immigrati ebrei polacchi; studiò biologia al College della città di New York, terminando con successo il corso nel 1933. Propenso a diventare medico, fu rifiutato da tutte le scuole di medicina presso le quali aveva fatto domanda di ammissione. 
Lavorò per un breve periodo come tecnico di laboratorio alla New York University e, nel 1935, si impiegò presso il Dipartimento della Salute della città. Fu proprio in laboratorio che perse un occhio a causa dell'esplosione di una bottiglia di ammoniaca. Per tutto il resto della sua vita sarà costretto a portare una copertura scura all'occhio sinistro. 
Mentre lavorava al Dipartimento della Salute, iniziò a frequentare i corsi serali che gli permisero di conseguire il master in scienze dell'università newyorchese (1941).
La moglie, Sally Taub Axelrod, morì nel 1992, appena cinquantatreenne, lasciandolo solo con i due figli, Paul e Alfred, e tre nipoti.
Axelrod morì nel 2004, ultranovantenne.

## Attività di ricerca

### Analgesici
Nel 1946, Axelrod prese servizio presso il Goldwater Memorial Hospital; il suo mentore, Bernard Beryl Brodie, fu fondamentale nell'avvio della sua brillante carriera di scienziato. Le ricerche di Brodie ed Axelrod si orientarono sulle sostanze con attività analgesica.
Negli anni '40, l'uso prolungato di analgesici non-aspirinici, conduceva ad una patologia del sangue nota con il nome di metemoglobinemia; i due biochimici scoprirono che l'acetanilide, il principale componente di questi analgesici, fosse responsabile di questi effetti e, dimostrando le proprietà analgesiche di uno dei suoi metaboliti, il paracetamolo (o acetaminofene), ne raccomandarono l'utilizzo.

### Catecolammine
Nel 1949, Axelrod, entrò a far parte del National Heart Institute, afferente al National Institutes of Health; qui iniziò a lavorare sui meccanismi e gli effetti della caffeina, da cui cominciò a interessarsi allo studio del sistema nervoso simpatico e dei suoi principali neurotrasmettitori, epinefrina e norepinefrina. Numerosi furono anche gli esperimenti che condusse su altre sostanze quali la codeina, la morfina, la metanfetamina e l'efedrina ed è da citare senz'altro il primo esperimento condotto sull'LSD.
Essendosi reso conto che la sua carriera non poteva proseguire in assenza di un dottorato di ricerca, lasciò per un periodo il NIH per iscriversi alla George Washington University dove ottenne il titolo che desiderava nel 1955. Tornato al NIH portò a compimento alcune delle ricerche più brillanti della sua carriera.
Il Premio Nobel gli venne assegnato per le sue ricerche sul rilascio, il reuptake e il deposito dei neurotrasmettitori epinefrina e norepinefrina, altrimenti conosciuti come adrenalina e noradrenalina. Nel 1957, lavorando sugli inibitori delle MAO (monoamminossidasi), Axelrod dimostrò che le catecolammine non esauriscono la loro azione una volta rilasciate nelle sinapsi ma sono sottoposte ad un processo di "reuptake", vengono cioè ricatturate a livello della terminazione nervosa pre-sinaptica e riciclate per ulteriori trasmissioni. Fu teorizzato inoltre che l'adrenalina è presente nei tessuti in una forma inattiva e che viene liberata dal sistema nervoso quando è necessario.
Queste ricerche furono alla base dei successivi studi sugli SSRI, vale a dire gli inibitori del reuptake della serotonina, come il Prozac, che bloccano la ricattura di un altro neurotrasmettitore, appunto la serotonina.
Nel 1958 Axelrod scoprì e caratterizzò la catecol-O-metiltrasferasi, enzima implicato nella degradazione delle catecolammine.

### Epifisi
Nell'ultimo periodo della sua attività, Axelrod si dedicò in particolare agli studi sulla ghiandola pineale (o epifisi); dimostrò che la melatonina viene prodotta a partire dal triptofano, nello stesso modo del neurosmettitore serotonina.
Le quantità sintetizzate e rilasciate seguono il ritmo circadiano guidato dall'ipotalamo e il biochimico ed i suoi collaboratori dimostrarono che la melatonina permette all'epifisi di funzionare come orologio biologico.